# Lob (Familienname)
Lob ist ein deutscher Familienname.

## Namensträger
- Alfons Lob (1900–1977), deutscher Chirurg, Röntgenologe und Hochschullehrer
- Andreas Lob-Hüdepohl (* 1961), deutscher Theologe und Hochschullehrer
- Bjoern Richie Lob (* 1974), deutscher Filmregisseur und Kameramann
- Herbert Lob (1945–1995), deutscher Journalist, Radiomoderator, Musikmanager und Texter, siehe Ewald Lütge
- Jacques Lob (1932–1990), französischer Comicautor
- Josef Lob (1902–1992), österreichischer Beamter und Hilfsrichter am Volksgerichtshof
- Otto Lob (1834–1908), deutscher Dirigent und Komponist
- Paul Lob (1893–1965), Schweizer Eishockeyspieler
- Roman Lob (* 1990), deutscher Popsänger